# Список історичних столиць Єгипту
Нинішня столиця Єгипту — Каїр. Однак протягом історії столиця Єгипту неодноразово змінилася.

## Список стародавніх єгипетських столиць
Це список єгипетських столиць у хронологічному порядку.
- Тініс (фактичне місцезнаходження невідомо) (до 2950 до н. е.) — перша столиця, Верхній і Нижній Єгипет
- Мемфіс: (2950 до н.е. - 2180 до н. е.) - I - VIII династії
- Гераклеополь: (2180 до н. е. - 2060 до н. е.) - династії IX і X ст
- Фіви: (2135 до н. е. - 1985 до н. е.) - XI династія
- Itjtawy: (1985 до н. е. - бл. 1700 до н. е.) - XII династія до XIII династії до Мернеферр Ай
- Аваріс: (1715 до н. е. - 1580 до н. е.) - XIV династія до династії XV (гіксоси)
- Фіви: (бл. 1700 до н.е. - бл. 1353 до н.е.) - XIII династія, можливо, починаючи з Мернеферра Ай, потім з XVI династії до XVIII династії до Ехнатона
- Амарна/Ахетатон: (з 1353 до н. е. - бл. 1332 до н.е.) - Ехнатон, XVIII династія
- Фіви: (1332 до н. е. - 1279 до н. е.) - XVIII династія і XIX династія до Сеті I
- Мемфіс: XIX династія лише під час правління Сеті I.
- Пер-Рамсес: (1279 до н. е. - 1078 до н. е.) - XIX династія, починаючи з Рамсеса II і XX династії
- Таніс: (1078 до н. е. - 945 до н. е.) - XXI династія
- Бубастіс/Таніс: (945 до н. е. - 715 до н. е.) - XXII династія
- Таніс або, швидше за все, Фіви: (818 до н. е. - 715 до н. е.) - XXIII династія
- Саїс: (725 до н. е. - 715 до н. е.) - XXIV династія
- Напата / Мемфіс (715 до н. е. - 664 до н. е.): правителі XXV династії Кушитів засіли в Напаті, Судані, але правили Єгиптом з Мемфіса
- Саїс: (664 до н. е. - 525 до н. е.) - XXVI династія

XXVII династія була перська.
- Саїс: (404 до н. е. - 399 до н. е.) - XXVIII династія
- Мендес: (399 до н. е. - 380 до н. е.) - XXIX династія
- Себенненос: (380 до н. е. - 343 до н. е.) - XXX династія

XXXI династія була перською.
- Олександрія: (332 до н. е. - 641 ) - греко-римський період

Мусульманський період:
- Фустат: (641  - 750 )
- Аль-Аскар: (750 - 868 )
- Аль-Катаї: (868 - 905 )
- Фустат: (905 - 969 )
- Каїр: з 969

## Див. Також
- Міста Єгипту

| Єгипет | Це незавершена стаття з географії Єгипту. Ви можете допомогти проєкту, виправивши або дописавши її. |